# 25 Virginis
25 Virginis (25 Vir / 25 Virginis, f Vir / f Virginis) è una stella bianca di sequenza principale nella costellazione della Vergine, di magnitudine apparente pari a circa 5,88.
È distante circa 225 anni luce dalla Terra.

## Parametri orbitali
Si muove inoltre nella nostra Galassia alla velocità relativa rispetto al Sole di 12,8 km/s.
La proiezione della sua orbita attraverso la galassia la porta a percorrere una distanza fra 23800 e 28400 anni luce dal centro della Galassia.

## Occultazioni
Per la sua posizione prossima all'eclittica, è talvolta soggetta ad occultazioni da parte della Luna e, più raramente, dei pianeti, generalmente quelli interni.
La ultima occultazione lunare si è verificata il 17 marzo 2014.